# 何塞·马里亚·希尔-罗夫莱斯
何塞·马利亚·吉尔-罗伯斯（西班牙語：José María Gil-Robles y Quiñones de León，1898年11月27日—1980年9月13日）是一位西班牙第二共和国时期的政治家、西班牙自治联盟（CEDA）领导人和西班牙内战前的右翼代表人物。

## 生平
何塞·马利亚·吉尔-罗伯斯于1898年11月27日出生于萨拉曼卡。他是西班牙保守派法律学者、卡洛斯主义理论家恩里克·吉尔·罗伯斯的儿子，他的祖先是来自莱昂的贵族。卡洛斯主义是西班牙的传统主义政治运动，其目标是拥戴唐·卡洛斯王子支系为波旁王朝的正统世系。吉尔-罗伯斯于1919年获得硕士学位，并在1922年通过考试获得拉古纳大学的政治学讲座教授职位。
在米格尔·普里莫·德·里维拉军事独裁统治期间，他担任天主教-农业全国联盟秘书长开始投身政界。西班牙第二共和国宣告成立后，他参加并领导了民族行动党，其后改名为人民行动党。在1931年6月议会选举中，他作为萨拉曼卡地区代表被选入议会，他在共和国时期保持着“偶然主义”的姿态：他主张无论西班牙是君主制还是共和制，法律与宗教原则的兼容性都是最重要的。吉尔-罗伯斯于1933年3月4日创建了西班牙自治联盟（CEDA），这是一个秉持基督教民主主义的政党，宗旨是“为肯定和捍卫基督教文明的原则”而战。CEDA在1933年11月议会选举中赢得了最多席位，吉尔-罗伯斯也因此成为当时议会第一大党的领袖。然而时任总统尼塞托·阿尔卡拉-萨莫拉为避免与左翼政党发生冲突，以及忌惮他在天主教徒选民中间的影响力，最终并未任命吉尔-罗伯斯组阁。
吉尔-罗伯斯于1935年5月至12月担任亚历杭德罗·莱罗克斯·加西亚政府的战争部长，他任命弗朗西斯科·佛朗哥将军为陆军总参谋长。在1936年2月议会选举中，他领导的CEDA被左翼人民阵线击败，自此吉尔-罗伯斯及其政党的影响力也逐渐烟消云散。随着内战的临近，吉尔-罗伯斯不愿与军事将领佛朗哥、埃米利奥·莫拉等人争夺权力，便于1937年4月19日宣布解散CEDA并流亡海外。他在国外与西班牙君主主义者谈判，试图达成一项恢复西班牙国内君主制的计划。1968年，他被任命为奥维耶多大学教授并出版了他的著作《不可能的和平》（No fue posible la paz），同时他也是海牙国际法院的成员。在佛朗哥去世和他的政权结束后，吉尔-罗伯斯成为西班牙基督教民主党的领导人之一，但未能在1977年议会选举中赢得支持。

## 评价
吉尔-罗伯斯是西班牙政治史上一位独特而有争议的人物。在第二共和国时代，他的政治观点时常发生改变，他擅长于演讲时为不同的听众提供其感兴趣的内容；根据他的演讲记录来看，他发表了许多看似矛盾的言论。这也反映在吉尔-罗伯斯的政党CEDA的性质上，他吸引了大量的温和天主教共和党人与公开的右翼君主主义者的支持。
历史学家保罗·普雷斯顿与理查德·罗宾逊对围绕他的争议进行了最好的阐述：
普雷斯顿认为，吉尔-罗伯斯本质上是一个法西斯主义者，当他确信民众是可以控制时，他的偶然主义政策就将让位于法西斯独裁。他的论点引用了吉尔·罗伯斯的相关演讲，这些演讲经常充满了对“反民主和反犹太主义”的影射，他的政党与亚历杭德罗·莱罗克斯政府合作时展现出的压迫性、反改革主义性质，以及他对德意法西斯政权的同情与钦佩。他的宣传和新闻机构辩称，吉尔-罗伯斯在1936年7月知晓政变的计划，他将CEDA的活动资金中的50万比塞塔交给了政变的将军们；只不过他的支持是以相当不情愿的方式提供的，因为他深知CEDA此时正在解体，并且他拒绝响应莫拉将军主导的右翼议员们，于7月17日在布尔戈斯召开会议时谴责当时政府不合法的言论。
然而，罗宾逊认同吉尔-罗伯斯是一位高明的政治家，他始终坚持将不稳定的权力控制在法律范围内。他所创建的CEDA并非实现法西斯主义抱负的幌子，而是一个以天主教传统价值观为基础的政党，吉尔-罗伯斯本人也表达了亲共和主义的立场。在接受美国记者马洛里·布朗的采访时，吉尔-罗伯斯说：“我是共和国唯一的朋友。”他还宣称“新的独裁政权将在一段平静时期后重新激起社会革命。”尽管吉尔·罗伯斯似乎有一些独裁倾向，但他并不主张独裁，他和他的政党CEDA的政治活动都没有突破宪法规定的范围。普雷斯顿还观察到，吉尔-罗伯斯在1935年5月成为战争部长后拒绝在军方和君主主义者的帮助下武力夺取政权，对此他们永远不会原谅他。西班牙右翼在1933年11月的选举获胜后，吉尔-罗伯斯继续支持非暴力的议会斗争路线，并希望使用宪政而非独裁手段来实现他对实现西班牙法治国家的愿景，尽管这遭受了君主主义者和他党内激进分子的不满。